# المطر من الحيوانات
مطر الحيوانات (بالإنجليزية: Rain of animals)‏ هي ظاهرة جوية نادرة تسقط فيها الحيوانات التي لا تطير من السماء. وقد تم الإخبار عن مثل هذه الظاهرة في العديد من البلدان عبر التاريخ. إحدى الفرضيات هي أن أحواض المياه العاصفة تلتقط أحيانًا مخلوقات مثل الأسماك أو الضفادع، وتحملها لمسافة تصل إلى عدة كيلومترات. ومع ذلك، فإن هذا الجانب من الظاهرة لم يشهده العلماء أبدًا. وأصبح من المرجح الآن أن علة هذه الظاهرة هي الصدفة لا غير.

## التاريخ
تم الإخبار عن مثل هذه الظاهرة في العديد من البلدان عبر التاريخ. ففي القرن الأول الميلادي، وثق عالم الطبيعة الروماني بليني الأكبر عواصف الضفادع والأسماك. وفي عام 1794، شهد الجنود الفرنسيون الضفادع تسقط من السماء أثناء هطول أمطار غزيرة في مدينة ليل شمال فرنسا. وادعى سكان الريف في يورو، في هندوراس، أن «أمطار الأسماك» تحدث هناك كل صيف، وهي ظاهرة يسمونها «أمطار محملة بالسمك» Lluvia de Peces.

## تفسيرات
كان الفيزيائي الفرنسي أندريه ماري أمبير (1775 - 1836) من بين العلماء الأوائل الذين اقترحوا أنه في بعض الأحيان الضفادع تتجول في الريف بأعداد كبيرة، وأن الرياح العنيفة يمكن أن تلتقطها وتحملها لمسافات كبيرة.
وبعد هطول أمطار من الأسماك في سنغافورة عام 1861، تنبأ عالِم الطبيعة الفرنسي فرانسيس دي لابورت دي كاستيلنو بحدوث هجرة لسير سمك السلور، مما أدى إلى أن ينتقل السلور من بركة إلى أخرى، بعد المطر. إلى غير ذلك من التفسيرات الأخرى.

## الملاحظات والمراجع
1. 1 2 3 4  "Can it rain frogs, fish or other objects". مكتبة الكونغرس. 26 أغسطس 2010. مؤرشف من الأصل في 2020-07-01.
2. ↑  How can it rain fish? BBC News 20 August 2004. نسخة محفوظة 2020-07-01 على موقع واي باك مشين.
3. 1 2  When It Rains Animals: The Science of True Weather Weirdness. Alasdair Wilkins. March 21, 2012. نسخة محفوظة 2020-07-01 على موقع واي باك مشين.
4. ↑  Dunning، Brian (8 سبتمبر 2009). "It's Raining Frogs and Fish". SKEPTOID. مؤرشف من الأصل في 2020-07-01.
5. ↑  "How can it rain fish?". 20 أغسطس 2004. مؤرشف من الأصل في 2020-07-01 – عبر news.bbc.co.uk.
6. ↑  Hasler، Joe. "Weird Stories of Objects Falling From the Sky - Explained". www.popularmechanics.com. مؤرشف من الأصل في 2020-07-01. اطلع عليه بتاريخ 2017-10-31.
7. ↑  Rivas, Orsy Campos (November 7, 2004). "Lo que la lluvia regala a Yoro (discusses a rain of fishes that occurs annually in Honduras)". Hablemos. مؤرشف من الأصل في 2020-07-01. اطلع عليه بتاريخ أكتوبر 2020. {{استشهاد ويب}}: تحقق من التاريخ في: |تاريخ الوصول= (مساعدة)
8. ↑  Nobel، Justin (18 مارس 2014). "When Animals Fall from the Sky". Modern Farmer. مؤرشف من الأصل في 2020-07-01. اطلع عليه بتاريخ 2019-07-10.
9. ↑  Angwin, Richard (15 يوليو 2003). "Wiltshire weather". BBC. مؤرشف من الأصل في 2020-07-01.
10. ↑  "FACT CHECK: Mass bird, fish deaths occur regularly". "Associated Press". 7 يناير 2011. مؤرشف من الأصل في 2011-01-10. اطلع عليه بتاريخ 2011-01-07.

### مقالات ذات صلة
- كرة البرق
- اعصار
- عمود الماء
- خوارق

### وصلات خارجية
- «عندما يكون البحر يسقط على رأسه» جينيفر ونش، المستخدم
- «المطر»، مقال عن الأمطار أثقل على وجه الخصوص، وتطوير العديد من الأمثلة
- «شرح المطر من الضفدع» أسرار الأرض
- «المطر من الضفادع»
- «المطر الطيور»، ريبوار سعيد، المطر الطيور
- «اليوم أمطرت الأوز»، المكتبة والمحفوظات كندا
- «المطر من الطيور النافقة يقع على أركنساس» ، كونستانس Jamet, Le Figaro, يناير 3, 2011.